# Александър Казанцев
Александър Петрович Каза̀нцев (на руски: Александр Петрович Казанцев) е руски съветски писател фантаст, уфолог, шахматен композитор и съдия по шахматна композиция.
Участва във Великата отечествена война на СССР против Нацистка Германия. Демобилизиран е със звание полковник през 1945 г.
Казанцев умира в своя дом в Переделкино, Русия на 13 септември 2002 г. Погребан е във Введенското гробище в Москва.

## Уфологични теми
Изследвал е статуетките дого от остров Хоншу и Великия марсиански бог от Жабарен, Тасили.
Според него дого са изображения на космонавти от други планети, също и „Бога“. Счита, че каменните кълба в Коста Рика са паметници на посещение на извънземни, с чийто разум нашият не може да се мери. Смята ги за проекция на звездно небе, която трябвало да напомня на земляните за „боговете“. Заедно с приятеля си Ерих фон Деникен, той поддържа теза за маите, която гласи, че вслед разпадането на планетата Х (позната също като Фаетон), жителите ѝ тръгнали да търсят място за живот. След време го намерили на нашата планета. Били посрещнати като богове и заживели тук. Те стават високоразвита цивилизация, по-късно позната като маи.

## Избрана библиография
- „Горящият остров“, 1935
- „Арктически мост“, 1946
- „Полярна мечта“, 1956
- „Внуците на Марс“, 1963
- „Ледовете се завръщат“, 1964
- „Подводно слънце“, 1970
- „По-силни от времето“, 1973
- „Фаетон“, 1974
- „Куполът на недеждата“, 1980
- „Пунктир на спомените“, 1981